# Dangerous Love (film fra 1920)
Dangerous Love er en amerikansk stumfilm fra 1920 af Charles Bartlett.

## Medvirkende
- Pete Morrison som Ben Warman
- Carol Holloway
- Ruth King
- Spottiswoode Aitken
- Harry von Meter som Gerald Lorimer
- William Lion West
- Jack Richardson
- Verne Layton
- William Welsh
- Zelma Edwards